# アーカデルフィア駅
アーカデルフィア駅 （英語： Arkadelphia Station ）は、アメリカ合衆国アーカンソー州アーカデルフィア サウス5th・ストリート798にある駅。全米各地を結ぶ旅客鉄道のアムトラックが乗り入れている。

## 概要
アルカデルフィア駅の乗客は復元されたミズーリ・パシフィック鉄道が建設した駅舎横の上屋がある屋外の待合所を使用する。駅舎は平屋赤レンガ造の建物で地中海リバイバル様式でスパニッシュ赤瓦屋根である。駅舎は1917年頃建てられ、1992年に国家歴史登録財に登録された。1990年代、修復工事は駅の外観を復元するためタイル張り、寄棟屋根の工事からはじまった。現在、駅舎には2003年10月にオープンしたクラーク郡歴史博物館が入居している。博物館の使命は文化財の保存や郡の歴史についての知識を広めることである。駅舎の修復工事の費用は275,717ドルのうち、153,154ドルは連邦政府と地方自治体の助成金で賄われた。2001年3月にアルカデルフィア商工会議所は博物館開設のためグレート・アメリカン・トレイン・ステーション財団、アルカデルフィア・コミュニティ財団、アーカンソー州経済発展省のエネルギー改善ファンド等からの助成金82,000ドルを提供した。

## 利用可能な鉄道路線／列車
アムトラックの停車する列車は下記の通り。
シカゴとサンアントニオ / ロサンゼルス間の夜行長距離列車テキサス・イーグル号 …1日1往復停車
※南行列車のシカゴ（日・火・金）出発便はサンアントニオでサンセット・リミテッド号と併結され、ロサンゼルス行きとなる。シカゴとサンアントニオ間は毎日運転。北行列車のロサンゼルス（日・水・金）出発便はサンアントニオまでサンセット・リミテッド号と併結され、同駅で切り離し。サンアントニオとシカゴ間は毎日運転。

## 参考資料
- Great American Stations 「Arkadelphia, AR (ARK)」